# Parapagurus pilosimanus
Parapagurus pilosimanus är en kräftdjursart som beskrevs av Sidney Irving Smith 1879. Parapagurus pilosimanus ingår i släktet Parapagurus och familjen Parapaguridae. Utöver nominatformen finns också underarten P. p. pilosimanus.